# Portret małżonków Isaaka Massa i Beatrix van der Laen
Portret małżonków Isaaka Massa i Beatrix van der Laen (nld. Huwelijksportret van Isaac Massa en Beatrix van der Laen) – obraz holenderskiego malarza Fransa Halsa.
Portret przedstawia bogatego kupca Isaaka Massa i trzydziestoletnią córkę burmistrza Haarlemu, Beatrix van der Laen. Jego wykonanie zostało zlecone przez ojca Beatrix zaraz po jej ślubie. Jak przystało na portret ślubny, Hals podkreślił kilka szczegółów. Panna z dumą prezentuje ślubny i zaręczynowy (dolny) pierścionek na prawej dłoni, na serdecznym palcu. Jednocześnie jej ręka spoczywa na ramieniu męża, co ma symbolizować miłość i bliskość. Pan młody trzyma prawicę na sercu, dając tym wyraz swej miłości i wierności. Oboje zostali przedstawieni w szykownych i drogich strojach. Beatrix na szyi ma bardzo modną i niezwykle drogą kryzę. Ich postawa jest dość swobodna, co czyni portret nietypowym dla XVII-wiecznych przedstawień. Nietypowy jest również motyw postaci roześmianych, co na co dzień uznawano za oznakę głupoty i braku samokontroli.
Hals obok postaci przedstawił kilka symboli wierności małżeńskiej. Z prawej strony malarz ukazał, wzorując się na średniowiecznym motywie występującym w literaturze i sztuce, ogród miłości. Wśród adorujących się par znajduje się paw – symbol rzymskiej bogini małżeństwa Junony. Wokół znajdują się fragmenty ruin i wywróconych naczyń, co ma przypominać o nietrwałości dóbr doczesnych. Również przedstawione rośliny w czasach Halsa miały swoje znaczenie symboliczne. Z lewej strony obok kupca znajduje się krzak ostu zwany wówczas mannentrouw czyli "męska wierność". U stóp panny młodej leży natomiast krzewiący się bluszcz, który symbolizował trwałość w związku między kobietą a mężczyzną.